# Classic International Cruises
A Classic International Cruises foi uma empresa de cruzeiros australiana. Ela é conhecida pela idade que sua frota tinha. Sua visão de projeto era a de transformar antigos transatlânticos em navios de cruzeiros de luxo. Seu carro-chefe era o MV Astoria (na época Atenas). Em 2012, foi iniciado um processo de leilão da empresa, sendo comprada no ano seguinte pela Portuscale Cruises.